# Giorgio Kraiski
Giorgio Kraiski (Mosca, 28 dicembre 1916 – 1998) è stato un saggista, traduttore e slavista italiano.

## Biografia
Esule russo, nato da Olgherd Kraisky e Ana Vitaleva, dovette talvolta usare lo pseudonimo "Giovanni Crino" per firmare le sue traduzioni; il suo cognome è talvolta scritto "Kraisky" o "Kraiskij". Abile slavista e capace traduttore, si occupò di numerose opere di saggistica su cinema e teatro russo, nonché le traduzioni di alcune delle principali opere della letteratura russa; la sua più nota traduzione è quella di Delitto e castigo, pubblicata originariamente nel 1969 e ristampata più volte nei decenni seguenti. Negli anni '60 lavorò per Laterza, occupandosi di svariati aspetti della poesia e della prosa russa. Fu professore di letteratura russa presso l'Università degli Studi di Catania, dove svolse anche l'incarico di direttore dell'Istituto di Filologia Slava.
Suo figlio Sergio, il cui cognome è riportato come Kraisky, è autore di diversi romanzi.

## Opere

### Curatele
- Ribalta sovietica: raccolta di teatro contemporaneo, Roma, Edizioni del Secolo, 1944
- Materiali per un'estetica marxista, Roma, Capriotti, 1950
- Nazım Hikmet, Poesie, Roma, Editori Riuniti, 1960 (come Giovanni Crino)
- Nazim Hikmet, Teatro, Roma, Editori Riuniti, 1960 (come Giovanni Crino)
- Vsevolod Ėmil'evič Mejerchol'd, La rivoluzione teatrale, Roma, Editori Riuniti, 1962 (come Giovanni Crino)
- Benedikt Livšic, L'arciere dall'occhio e mezzo: autobiografia del futurismo russo, Bari, Laterza, 1966
- Rivoluzione e letteratura, Bari, Laterza, 1967
- Le poetiche russe del Novecento: dal simbolismo alla poesia proletaria, Bari, Laterza, 1968
- Vieri Quilici, L'architettura del costruttivismo, Bari, Laterza, 1969
- I formalisti russi nel cinema, traduzione di Giorgio Kraiski, Milano, Aldo Garzanti Editore, 1979  [1971].
- Mihail Mihajlovič Zoščenko, La gioventù ritrovata, Roma, Lucarini, 1989
- Sergej Michajlovič Ėjzenštejn, Visse, scrisse, amò: memorie, Roma, Editori Riuniti, 1990

### Teatro
- Arlecchinata russa, Venezia, Marsilio, 1974

### Traduzioni
- Aleksej Konstantinovič Tolstoj, Il brevetto 119, Roma, Edizioni del Secolo, 1945
- Georgi Dimitrov, La terza internazionale, Roma, Edizioni del Secolo, 1945
- Mario Matteucci (a cura di), Codice sovietico delle leggi sul matrimonio, Roma, Capriotti, 1947
- Vladimir Vladimirovič Majakovskij, Mistero buffo, Roma, Edizioni del Secolo, 1947
- Vladimir Vladimirovič Majakovskij, La cimice, Roma, Editori Riuniti, 1957 (come Giovanni Crino)
- Mihail Aleksandrovič Šolohov, Il destino di un uomo, Roma, Editori Riuniti, 1959 (come Giovanni Crino)
- Vladimir Fedorovič Tendrjakov, L'icona miracolosa, Roma, Editori Riuniti, 1959 (come Giovanni Crino)
- Mihail Vasil'evič Vasil'ev, Reportage dal 21. secolo, Roma, Editori Riuniti, 1959 (come Giovanni Crino)
- Giuseppe Boffa (a cura di), La sfida all'America, Roma, Editori Riuniti, 1960 (come Giovanni Crino, con Laura Boffa e Luigi Occhionero)
- Il'ja Grigor'evič Ėrenburg, Uomini e anni, Roma, Editori Riuniti, 1960 (come Giovanni Crino)
- Rapporto ufficiale sul volo dello Orbitnik e le foto del lato ignoto della Luna, Roma, Esse, 1960
- Anton Semenovyč Makarenko, Il mestiere di genitore, Roma, Editori Riuniti, 1961 (come Giovanni Crino)
- Vladimir Vladimirovič Majakovskij, Come far versi, Roma, Editori Riuniti, 1961 (come Giovanni Crino)
- Viktor Platonovič Nekrasov, Kira, Roma, Editori Riuniti, 1961 (come Giovanni Crino)
- AA. VV., Teatro sovietico d'oggi, Roma, Editori Riuniti, 1961 (come Giovanni Crino)
- Andrej Andreevič Voznesenskij, Antimondi, Roma, Editori Riuniti, 1962 (come Giovanni Crino)
- Aleksandr Isaevič Solženicyn, Una giornata di Ivan Denisovič, Milano, Garzanti, 1963
- Vladimir Vladimirovič Majakovskij, Poemi, Roma, Editori Riuniti, 1963 (come Giovanni Crino)
- Anatolij Vasil'evič Lunačarskij,Teatro e rivoluzione, Roma, Samona e Savelli, 1968 (come Giovanni Crino)
- Fëdor Dostoevskij, Delitto e Castigo, Milano, Garzanti, 1969
- Kuprin I.Aleksandr,La fossa, Milano ,Garzanti ,1969
- Boris Leonidovič Pasternak, Il salvacondotto, Roma, I nobel letterari, 1971 (come Giovanni Crino)
- Nadežda Jakovlevna Mandel'štam, L'epoca e i lupi, Milano, Mondadori, 1971
- Paolo Bertetto (a cura di), Teoria del cinema rivoluzionario, Milano, Feltrinelli, 1975 (con altri)
- Michail Afanas'evič Bulgakov, Cuore di cane, Milano, Rizzoli, 1975 (come Giovanni Crino)